# Kenji Nomura
Kenji Nomura (jap. 乃村 健次 Nomura Kenji; ur. 23 lipca 1970) – japoński seiyū i aktor dubbingowy, związany z agencją Aoni Production.

## Wybrane role
- 1996: Detektyw Conan – Onitsura
- 1997: Zapiski detektywa Kindaichi – Mikihiko Wakaōji
- 1999: Digimon Adventure – Nanimon
- 1999: One Piece –
  - Kuromarimo,
  - Braham,
  - Bobby Funk,
  - Jack
- 2001: Grappler Baki – Yūjirō Hanma
- 2002: Jūni kokuki – Kōkan
- 2002: Digimon Frontier –
  - Arbormon,
  - Petaldramon
- 2003: Ashita no Nadja – Rosso
- 2003: Fullmetal Alchemist – Delfino
- 2004: Daphne – Wong
- 2004: Genshiken – Mitsunori Kugayama
- 2004: Samurai Champloo – wieśniak
- 2005: Hachimitsu to Clover – Fujiwara Luigi
- 2006: Yamato nadeshiko Shichi Henge – osoba w czarnym garniturze
- 2007: Bleach – Yammy Llargo
- 2007: Ognistooka Shana – East-Edge
- 2008: Toaru majutsu no Index – Toya Kamijo
- 2008: Yu-Gi-Oh! 5D’s – Demak
- 2009: Ristorante Paradiso – Lorenzo Orsini
- 2011: Beelzebub – Takeshi Shiroyama
- 2012: Uchū kyōdai – Takio Azuma
- 2014: Akame ga Kill! – Sten
- 2016: Re: Zero – Życie w innym świecie od zera – Ricardo Welkin
- 2017: Dragon Ball Super – Toppo
- 2018: Hataraku saibō – Effector T Cell
- 2018: Golden Kamuy – Tatsūma Ushiyama
- 2019: Fire Force – Flail
- 2020: BNA: Brand New Animal – Kōichi Ishizaki
- 2022: Isekai yakkyoku – Bruno de Médicis